# Sistemas Béticos
Sistemas Béticos är en bergskedja i Spanien. Den ligger i den södra delen av landet, 400 km söder om huvudstaden Madrid.